# اهواچوپان
اهواچوپان (به اسپانیایی: Ahuachapán) یک منطقهٔ مسکونی در السالوادور است که در بخش اهواچوپان واقع شده‌است.

## خصوصیات
اهواچوپان ۲۴۴٫۸۴ کیلومترمربع مساحت و ۳۸٬۱۰۸ نفر جمعیت دارد و ۷۹۹ متر بالاتر از سطح دریا واقع شده‌است.